# Havøya
Havøya (en sami septentrional: Ávvá) és una illa del municipi de Måsøy, al comtat de Finnmark, Noruega. L'illa, de 8,5 km², es troba just davant de la costa de la península de Porsanger, amb l'illa de Hjelmsøya al nord, Måsøya a l'est i Rolvsøya a l'oest. L'únic poble de l'illa és Havøysund, a la part sud de l'illa. Havøysund és el centre administratiu del municipi de Måsøy i és el principal nucli de població del municipi. L'illa està connectada amb el continent pel pont Havøysund al llarg de la carretera del comtat de Noruega 889.